# István Miklósy
István Miklósy (n. 22 august 1857, Rakovec nad Ondavou, Košický kraj, Slovacia – d. 29 octombrie 1937, Nyíregyháza, Ungaria) a fost întâistătător al Arhiepiscopiei de Hajdúdorog, între 1913-1937.

## Biografie
La propunerea episcopului István Miklósy, împăratul Franz Joseph a înființat în data de 6 septembrie 1915 Vicariatul Ținutului Secuiesc cu sediul în Târgu Mureș. Cele 35 parohii cedate de Arhiepiscopia de Făgăraș au fost conduse de vicarul Gyula Hubán. Prin decretul Apostolica sedes din 9 aprilie 1934 Congregația pentru Bisericile Orientale a readus sub jurisdicția Arhiepiscopiei de Făgăraș și Alba Iulia cele 35 de parohii unite din Ținutul Secuiesc, care fuseseră subordonate Eparhiei de Hajdúdorog.